# Pietas

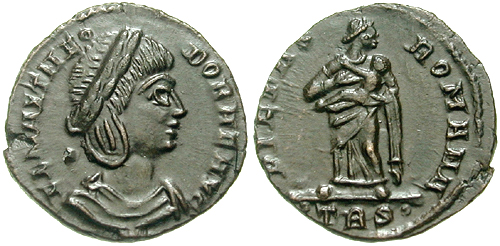
Een munt met aan de voorzijde een buste van Flavia Maximiana Theodora en de legende FL MAX THEO DORAE AVG en aan de keerzijde Pietas die de borst geeft aan een kind met de legende P̣ỊẸṬẠṢ ROMANA en in de afsnede •TRS• (voor april 340, geslagen in Trier).

Pietas was een personificatie van de liefde tot de mensen en van de romeinse deugd Pietas, de staat en de eerbied voor de goden (vroomheid). Ze behoorde tot de di Indigetes. Pietas bevat 3 elementen: Geloof in de Goden, trouw aan het vaderland en respect voor je ouders.
Eerst had zij te Rome slechts een klein heiligdom, maar in het jaar 151 v.Chr. werd haar op het forum Holitorium een tempel opgericht, toen een dochter haar tot de hongerdood veroordeelde vader had gered door hem met de melk van haar eigen borsten te voeden.
Pietas werd voorgesteld als voor een altaar staand, met de linkerarm in de hoogte geheven, terwijl zij in de rechterhand een offerschaal houdt, ofwel strekt zij met een omsluierd achterhoofd haar beide handen uit, alsof zij tot de goden bidt. Om haar betrekking tot de vrome liefde van kinderen voor hun ouders aan te duiden staat een ibis of een ooievaar aan haar voeten.
Deze godin stond vaak afgebeeld op de keerzijde van Romeinse munten met vrouwen van de keizerlijke familie aan de voorzijde, daar pietas een passende deugd was voor keizerlijke vrouwen (bv. Flavia Maximiana Theodora, rechts). De keizerlijke vrouwen staan soms zelfs op de munten met het uiterlijk van de godin (cf. infra).

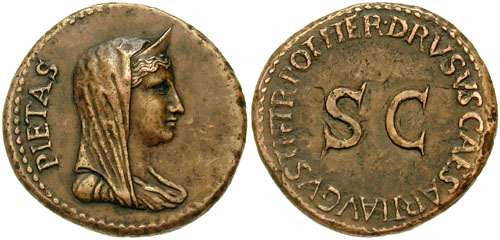
Dupondius met aan de voorzijde een gesluierd hoofd met de legende PIETAS (Livia, Vipsania Agrippina, Antonia minor of Livilla) en aan de keerzijde de legende DRVSVS•CAESAR•TI•AVGVSTI•F•TR•POT•ITER rond een grote S C in het veld (geslagen in 23 n.Chr.).

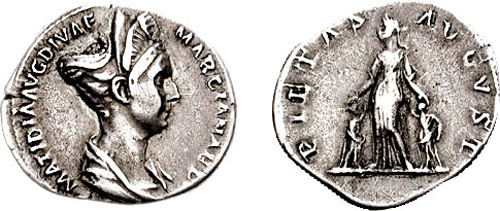
Denarius met aan de voorzijde een buste van Salonina Matidia met de dubbele stephane met de legende MATIDIA AVG DIVA F MARCIANAE F en aan de keerzijde Matidia als Pietas die de handen vasthoudt van Sabina en Matidia Minor met de legende PIETẠṢ AVG (geslagen in 112 n.Chr.).